# Pidna
Pidna (in greco Πύδνα?) è un ex comune della Grecia nella periferia della Macedonia Centrale di 4.012 abitanti secondo i dati del censimento 2001.
È stato soppresso a seguito della riforma amministrativa, detta Programma Callicrate, in vigore dal gennaio 2011 ed è ora compreso nel comune di Pydna-Kolindros.

## Storia
Fondata da una colonia di calcidesi dell'Eubea nell'VIII secolo a.C., fu a lungo contesa fra ateniesi e macedoni; fu centro importante per la diffusione dell'Ellenismo nel regno macedone. Conquistata da Alessandro I Filelleno, assediata dagli ateniesi nel 432 a.C., recuperata da Archelao dopo una rivolta nel 411 a.C., fu da questi ricostruita nell'entroterra, a 8 chilometri dal mare, affinché fosse più sicura e meglio controllabile da parte della Macedonia; ciò non impedì tuttavia che la città venisse rioccupata da Atene: essa passò definitivamente alla Macedonia nel 358-356, quando la fazione filomacedone la consegnò col tradimento a Filippo II.
Della città antica non restano tracce.
Durante l'avanzata romana fu teatro di due battaglie decisive, la vittoria di Emilio Paolo su Perseo 168 a.C. e la vittoria di Metello Macedonico su Andrisco del 148 a.C.